# Johnny Hates Jazz
I Johnny Hates Jazz sono un gruppo musicale britannico, formatosi a Londra nel 1985.

## Storia del gruppo
Nel 1987 hanno ottenuto un grande successo col singolo Shattered Dreams, che ha raggiunto le primissime posizioni delle classifiche di vendita sia nel Regno Unito che negli Stati Uniti, avvicinandosi inoltre alla Top Ten in Italia.
Dopo l'uscita di altri tre singoli che raggiunsero la Top 20 nella loro patria, l'anno seguente venne pubblicato l'album di debutto Turn Back the Clock, che, sempre nel Regno Unito, arrivò al primo posto in assoluto.
Nel 1991 venne pubblicato il secondo album Tall Stories, che ebbe un riscontro di pubblico decisamente inferiore, così come i singoli tratti da esso, e l'anno seguente il gruppo si sciolse.
Riformatosi nel 2009, il gruppo diede alla luce nel 2013 l'album Magnetized.

## Formazione

### Formazione attuale
- Mike Nocito - basso (1986-1992; 2009-)
- Clark Datchler - voce, tastiera, chitarra (1986–1988; 2009-)

### Ex componenti
- Calvin Hayes - tastiera, batteria (1986–1992; 2009-2010)
- Phil Thornalley - voce (1988–1992)

## Discografia

### Album
- 1988 – Turn Back the Clock (Virgin)
- 1991 – Tall Stories (Virgin)
- 2013 – Magnetized (Interaction Music)